# 安格莊水庫
安格莊水庫（或安各庄水库）位於易縣境內易水上游，是中易水流域開發以防洪、灌溉為主兼頋發電、養魚等綜合利用的大型水利樞紐工程。安格莊水庫控制流域面積476平方公里，占易水流域面積的42.5%，在海河流域規劃中，把安格莊水庫列為拒馬河紫荊關水電站反調節庫，水庫上游是華北地區有名的暴雨中心區，全年降雨量多集中在6至9月間，受黃海氣旋、颱風作用和太行山地形影響，歷史上在夏末秋初常形成大暴雨造成山洪暴發，河水猛漲，洶湧而下且峰髙量大。
根據1960—1981年資料計算.水庫多年平均徑流量為1.47億立方米，年均入庫流量為4.65平方米/秒，最大流量5960立方米/秒（1963年），最大年徑流量為3.81億立方米（1963年）、最小為0.2億立方米（1972年）
水庫大壩為均質土壩，壩髙49米，壩頂髙程169米，壩頂寬5米，並建有髙1米的防浪牆，其主要技術指標為以百年一遇設計，千年一遇校核，限泄流量為1000立方米/秒，設計水位為162.2米校核水位為167.25米，總庫容為2.8億立方米。汛限水位154.0m，汛限库容1.31亿m3。
1. ↑  魏智敏 李群：“关于大清河系‘96∙8’洪水调度评价的几个问题”，《防汛与抗旱》，2001年第3期，第49-52页。